# Prix allemand pour l'Afrique
Le prix allemand pour l'Afrique (en allemand : Deutscher Afrika-Preis) est décerné chaque année depuis 1993 par la Fondation allemande pour l’Afrique (en allemand : Deutsche Afrika Stiftung) pour promouvoir la paix, la démocratie, l'économie sociale de marché, les droits de l'homme ou le développement durable. Ce prix vise également à véhiculer une image diversifiée du continent africain auprès des politiques et du public mais aussi à accroître la sensibilisation à l'égard de l'Afrique.

## Catégories de prix
Le prix principal récompense des personnalités africaines ayant apporté une contribution exceptionnelle à la paix, à la démocratie, à l'économie sociale de marché, aux droits de l'homme ou au développement durable.
En outre, le prix allemand pour l'Afrique peut être décerné en tant que :
- prix honorifique pour des personnalités allemandes ayant rendu des services à l'Afrique ;
- prix du journalisme lié à l'Afrique ;
- prix du mécénat pour des scientifiques africains et non africains dont les  mémoires ou thèses amènent à promouvoir le développement de la science, de la culture, de la démocratie ou de l'économie sociale de marché en Afrique[2].

## Critères d'attribution
Les lauréats du prix sont sélectionnés par un jury indépendant composé, en plus des membres de la Fondation allemande pour l'Afrique, par des représentants de l'office des Affaires étrangères, du ministère fédéral de la Coopération économique, de l'Association des Chambres de commerce et d'industrie allemandes, du Conseil allemand des relations étrangères, de l'Institut allemand des affaires internationales et de sécurité (en allemand : Stiftung Wissenschaft und Politik) et de la Deutsche Welle. D'autres membres du jury peuvent être nommés par la Kreditanstalt für Wiederaufbau, l'Afrika-Verein e.V. et d'autres fondations politiques allemandes.
Claus Stäcker, responsable des programmes Afrique de la Deutsche Welle, est président du jury depuis 2019.

## Récipiendaires

### Lauréats du prix principal
- 1993 : Yawovi Agboyibo (Togo)[3]
- 1994 : Derek Keys et Trevor Manuel (Afrique du Sud)[4]
- 1995 : Peter Anyang' Nyong'o (Kenya)[5]
- 1996 : Élisabeth Pognon (Bénin)[6]
- 1997 : Alioune Blondin Béye (Mali)[7]
- 1998 : Ketumile Masire (Botswana)[7]
- 1999 : Waris Dirie (Somalie)[8]
- 2001 : Chenjerai Hove (Zimbabwe)[9]
- 2002 : Olara Otunnu (en) (Ouganda)[7]
- 2003 : Alpha Oumar Konaré (Mali)[10]
- 2004 : John Githongo (en) (Kenya)[10]
- 2005 : Paul Kammogne Fokam (Cameroun)[11]
- 2006 : Segolame L. Ramotlhwa (Botswana)[12]
- 2007 : Francis Appiah (Ghana)[13]
- 2008 : Trevor Ncube (Zimbabwe)[14]
- 2009 : Christiana Thorpe (Sierra Leone)[15]
- 2010 : Mohamed Ibn Chambas (Ghana)[10]
- 2011 : Abdikadir Hussein Mohamed (en) (Kenya)[16]
- 2012 : Marlene le Roux (en) et Pieter-Dirk Uys (Afrique du Sud)[17]
- 2013 : Muhammad Ashafa et James Wuye (Nigeria)[18]
- 2014 : Abdoul Kader Haïdara (Mali)[19]
- 2015 : Houcine Abassi (Tunisie)[20]
- 2016 : Thuli Madonsela (Afrique du Sud)[21]
- 2017 : Nicholas Opiyo (en) (Ouganda)[22]
- 2018 : Gerald Bigurube (Tanzanie) et Clovis Razafimalala (Madagascar)[23]
- 2019 : Juliana Rotich (Kenya)[24]
- 2020 : Ilwad Elman (Somalie)[25]
- 2021 : Daniel Bekele (en) (Éthiopie)[26]
- 2022 : Tulio de Oliveira (Afrique du Sud) et Sikhulile Moyo (Botswana)[27]
- 2023 : Plateforme des femmes pour la paix au Cameroun (Cameroun), prix reçu par Sally Mboumien, Esther Omam, et Marthe Wandou[28],[29]
- 2024 : Yvonne Aki-Sawyerr (Sierra-Leone)[30]

### Lauréats honorifiques
- 2002 : Mirka Dreger (Allemagne)[31]
- 2008 : Walter Bruchhausen (de) (Allemagne)[1]
- 2025 : Aid by Trade Foundation (Allemagne), prix reçu par Michael Otto[32]

### Lauréats du prix du journalisme
- 2001 : Robert von Lucius (de) (Allemagne)[n 1],[33]